# Método Phenice

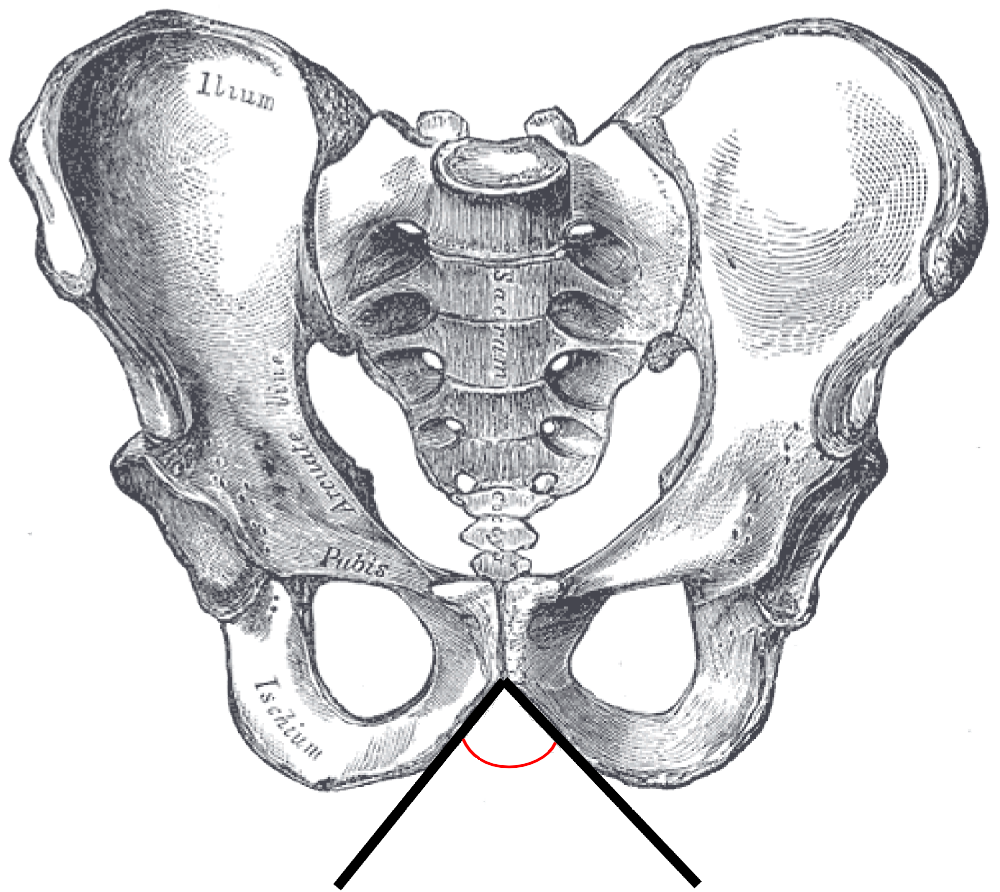
Pelve masculina com ângulo sub-púbico.

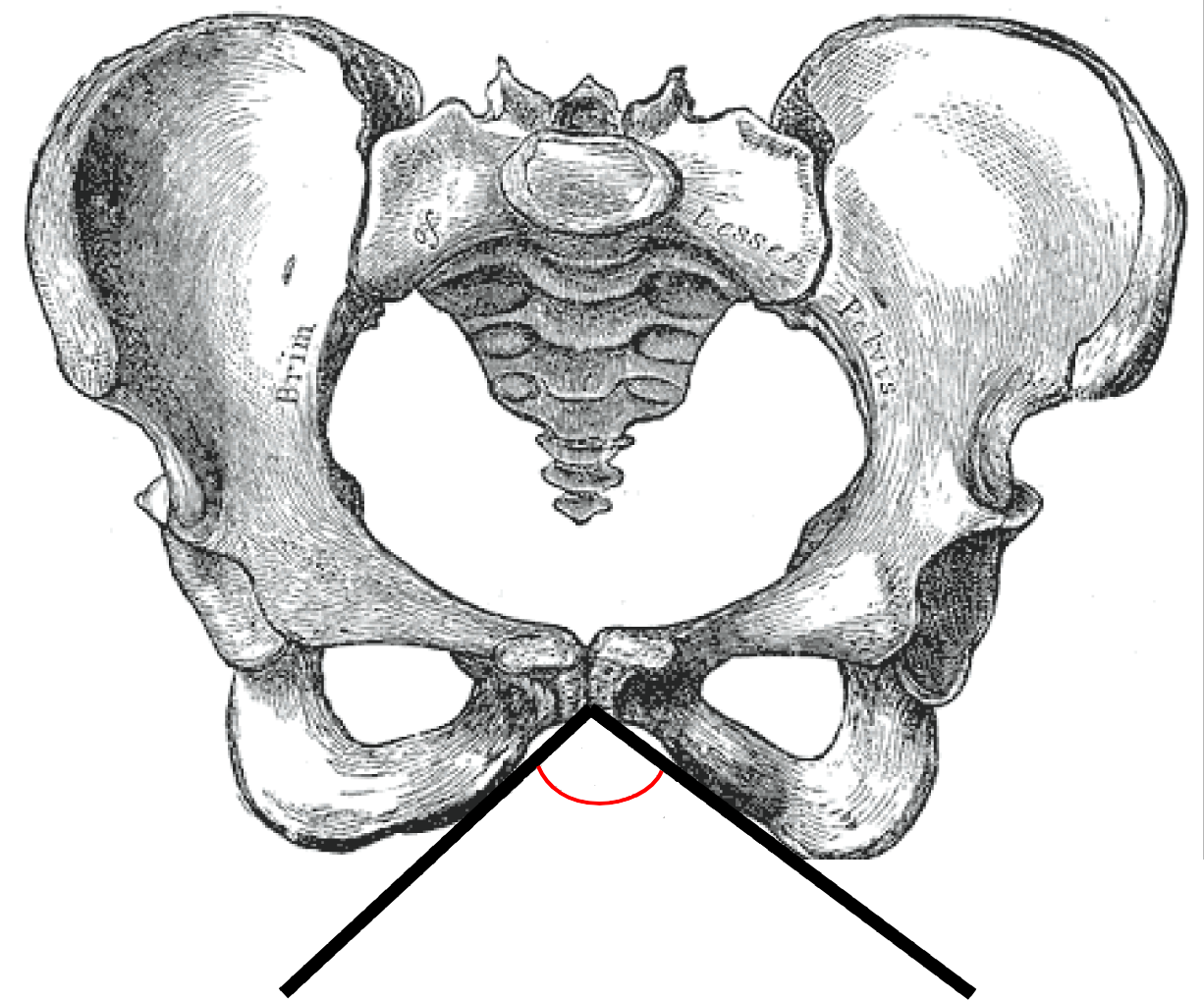
Pelve feminina com ângulo sub-púbico.

O método Phenice é uma técnica para determinar o sexo de um esqueleto humano a partir da pelve inominada. No procedimento, o sexo é determinado com base em três características: o arco ventral, a concavidade subpúbica e a face medial do ramo ísquio-púbico. Como método absoluto não métrico, baseia-se no reconhecimento de características masculinas e femininas distintas. Isso torna o método objetivo, facilmente executável e relativamente rápido  (embora isso tenha sido desafiado por aqueles que buscam melhorar o método).  É considerado altamente preciso, até 96%, devido às distintas diferenças biológicas entre a anatomia masculina e feminina na pélvis, tornando-o um método altamente útil para determinar o sexo de um esqueleto. 

## Usos
Determinar o sexo de ume esqueleto humano tem múltiplas utilizações. Na arqueologia, é essencial construir um perfil biológico de um indivíduo, que por sua vez pode ser usado para fazer suposições sobre papéis e responsabilidades baseados no sexo ou contrastar histórias de vida baseadas no sexo. Também é importante para a reconstrução da demografia de sociedades passadas e estimar o tamanho da população, o tamanho da família e outros fatores. No domínio do património, pode ser útil na reconstrução da aparência e da vida de um indivíduo para apresentação pública. Também tem usos forenses onde pode auxiliar na identificação de corpos para fins legais. 

## Determinando o sexo usando o método

### Arco Ventral
Em primeiro lugar, o inominado deve estar orientado corretamente. A superfície ventral deve estar voltada para o observador, a sínfise púbica no plano ântero-posterior. Phenice descreve o arco ventral como 'uma crista óssea ligeiramente elevada que se estende da crista púbica e forma um arco inferiormente através da superfície ventral até a extensão mais lateral da concavidade subpúbica ... onde se mistura com a borda medial do ramo ísquio-púbico.' Phenice sugere que o arco ventral só pode ser encontrado no sexo feminino, portanto sua presença categoriza o sujeito como feminino. Embora uma crista semelhante possa ser encontrada em exemplares masculinos, esta é facilmente distinguível porque seguirá um caminho alternativo. Como tal, o arco ventral é o indicador mais objetivo do sexo. 

### Concavidade Subpúbica
A pelve deve ser orientada de forma que o observador olhe para a face dorsal do púbis e do ramo ísquio-púbico. Phenice descreve a concavidade sub-púbica como 'uma recurva lateral que ocorre no ramo ísquio-púbico... uma curta distância abaixo da margem inferior da sínfise púbica'. Isso também é encontrado apenas em exemplos femininos. Embora alguns homens possam apresentar uma leve concavidade sub-púbica, isso não é pronunciado o suficiente para que a característica permaneça efetivamente diagnóstica do sexo. A concavidade sub-púbica é um indicador de sexo um pouco menos confiável do que o arco ventral. 

### Aspecto Medial do Ramo Isquio-Púbico
O observador deve orientar o quadril de modo que fique diretamente voltado para o ramo ísquio-púbico. O quadril feminino terá uma crista pronunciada nesta face, enquanto o quadril masculino terá uma superfície ampla e plana. Este critério é o menos distinto daqueles descritos por Phenice, com maior semelhança nos exemplos masculino e feminino. Só deve ser invocado em conjunto com os outros dois recursos. 